# 布尔吉略斯
布尔吉略斯，是西班牙安达卢西亚自治区塞维利亚省的一个市镇。 总面积43平方公里，总人口3690人（2001年），人口密度86人/平方公里。